# Список судинних рослин України — миртоцвіті
Список місцевих рослин України з порядку миртоцвіті є продовженням Списку судинних рослин України. Миртоцвіті (Myrtales) в рідній флорі України представлені родинами: плакунові (Lythraceae), знітові (Onagraceae).

### Місцеві миртоцвіті (Myrtales)
| №  | Вид | Розповсюдження в Україні | Джерело інформації | Родина               | Зображення |
| -- | --- | --- | ------------------ | -------------------- | ---------- |
| 1  | Аманія кільчаста Ammannia verticillata (Ard.) Lam. | На степових подах — крайньому півдні Степу, дуже рідко (Херсонська обл., Іванівський р-н, с. Шотівка) | [ 2 ]              | Плакунові Lythraceae |            |
| 2  | Плакун дніпровський Lythrum borysthenicum (M.Bieb. ex Schrank) Litv. | На заливних луках і сирих відкритих місцях у долинах річок, особливо часто на піщаному ґрунті — в долині Дніпра (від поліських до південно-степових районів), досить звичайний                                                                          | [ 3 ]              | …                    |            |
| 3  | Плакун гісополистий Lythrum hyssopifolia L. | У вологих, переважно піщанистих місцях — у долинах річок Лівобережних Лісостепу і Степу вельми звичайний; на Правобережжі рідко (ок. Києва та Одеси); в пд. Криму розсіяно (від Балаклави до Планерського)                                              | …                  | …                    |            |
| 4  | Плакун середній Lythrum intermedium Fisch. ex Colla | На берегах річок, струмків, озер, у плавнях, дном балок і на морських косах — на півдні Степу та в Донецькому Лісостепу, б. м. звичайно (крім пн. ч.)                                                                                                   | …                  | …                    |            |
| 5  | Плакун-щебрик Lythrum portula (L.) D.A.Webb | У вологих місцях, особливо на піщанистих ґрунтах — розсіяно на всій території, крім пд. ч. Степу і Криму | …                  | …                    |            |
| 6  | Плакун верболистий Lythrum salicaria L. | На берегах річок, озер, на вологих заливних луках, серед водної рослинності, поблизу води — по всій території, досить зазвичай | …                  | …                    |            |
| 7  | Плакун триприквітковий Lythrum tribracteatum Salzm. ex Spreng., syn. Lythrum sophiae Klokov | На солонцюватих луках, у степових подах і вологих піщаних місцях — зрідка в Лісостепу і Степу, а також у Криму | …                  | …                    |            |
| 8  | Плакун прутяний Lythrum virgatum L. | На заливних луках, берегах річок, озер, окрайцях боліт, поблизу води — на всій території звичайний; в Криму, розсіяно в степових районах, передгір'ях і на ПБК                                                                                          | …                  | …                    |            |
| 9  | Плакун волзький Lythrum volgense D.A.Webb, syn. Peplis alternifolia M.Bieb. | У відкритих вологих місцях — по Дніпру і його лівих притоках, Сіверському Донцю з притоками, б. м. часто; на Правобережжі в районах, прилеглих до Дніпра, зрідка                                                                                        | …                  | …                    |            |
| 10 | Плакун чебрецелистий Lythrum thymifolia L., syn. Lythrum hybridum Klokov, Lythrum melanospermum Săvul. & Zahar. | У вологих місцях — у пд.-зх. ч. Степи (Одеська обл., м. Вилкове, Донецька обл., по річках Грузький Яланчик, Коротиш), зрідка. У ЧКУ має статус «вразливий»                                                                                              | [ 4 ]              | …                    |            |
| 11 | Водяні горіхи звичайні Trapa natans L., у т. ч. Trapa borysthenica V.N.Vassil., Trapa danubialis Dobrocz., Trapa flerovii Dobrocz., Trapa macrorhiza Dobrocz., Trapa maeotica Woronow, Trapa pseudocolchica V.N.Vassil., Trapa rossica V.N.Vassil., Trapa ucrainica P.Vassil. | У затоках річок та озер, у стоячих і повільних водах — на Закарпатті, Росточчі-Опіллі, 3. Поліссі, у басейні Дніпра від Полісся до Степу | [ 5 ]              | …                    |            |
| 12 | Відьмине зілля низьке Circaea alpina L. | У вологих місцях в листяних і хвойних лісах — у лісових районах (крім Криму); все в пн. ч. Лісостепу, зрідка | [ 6 ]              | Знітові (Onagraceae) |            |
| 13 | Відьмине зілля звичайне Circaea lutetiana L. | У тінистих листяних, іноді також хвойних лісах — в лісових районах, Лісостепу звичайний, в горах Криму | …                  | …                    |            |
| 14 | Зніт кільчастий Epilobium alpestre (Jacq.) Krock. | На вологих луках, біля джерел у субальпійському поясі – у лісах Карпат | [ 7 ]              | …                    |            |
| 15 | Зніт алсинолистий Epilobium alsinifolium Vill. | На вологих луках, болотах, берегах високогірних річок у субальпійському поясі — в Карпатах, зрідка | …                  | …                    |            |
| 16 | Зніт курячоочковий Epilobium anagallidifolium Lam. | У тріщинах скель, на берегах гірських струмків, краях джерел — у Карпатах | …                  | …                    |            |
| 17 | Зніт пагорбковий Epilobium collinum C.C.Gmel. | На трав'янистих сухих і піщаних схилах, узліссях, в соснових борах — у лісових районах, головним чином північних і західних, і лісостепу, зрідка | …                  | …                    |            |
| 18 | Зніт ланцетолистий Epilobium lanceolatum Sebast. & Mauri | У гірських лісах, на скелях, серед чагарників — рідко в гірському Криму (між Алуштою та центральною улоговиною Кримського заповідно-мисливського господарства)                                                                                          | …                  | …                    |            |
| 19 | Зніт пониклий Epilobium nutans F.W.Schmidt | Вологими осипами, ключовими болотами, берегами струмків в альпійському та субальпійському поясах — у Карпатах | …                  | …                    |            |
| 20 | Зніт темний Epilobium obscurum Schreb. | На берегах струмків, річок, країв боліт, вологих луках і лісах — у Прикарпатті, Розточчі-Опіллі, зрідка | …                  | …                    |            |
| 21 | Зніт болотяний Epilobium palustre L. | На трав'яних, рідше торф'янистих болотах, луках, сирих берегах річок та озер — у лісових районах та Лісостепу, переважно; у Степу, рідше | …                  | …                    |            |
| 22 | Зніт рожевий Epilobium roseum (Schreb.) Schreb. | Тінистими вологими місцями, берегами річок, струмків, канав, краями боліт — у лісових районах, Лісостепу, переважно; у Степу, Криму, дуже рідко; у передгір'ях та на ПБК (ок. с. Ізобільне), зрідка                                                     | …                  | …                    |            |
| 23 | Зніт чотиригранний Epilobium tetragonum L., у т. ч. Epilobium lamyi | На болотах, заплавних луках, на берегах річок, у лісах, чагарниках, на вологих місцях — на всій території, б. м. зазвичай; у горах Криму (нижній та частково середній пояси), зрідка                                                                    | …                  | …                    |            |
| 24 | Зніт вузьколистий Epilobium angustifolium L. | У сухих піщаних місцях, світлих лісах, особливо на вирубках, узліссях, серед чагарників — на всій території, звичайний; поширюється вздовж залізниць | [ 6 ]              | …                    |            |
| 25 | Зніт розмаринолистий Epilobium dodonaei Vill. | У лісах, кам'янистих або піщаних місцях — у пд.-зх. ч. лісових районів і Лісостепу (від Закарпаття до ок. Львова та західного Лісостепу) | …                  | …                    |            |
| 26 | Зніт шорсткий Epilobium hirsutum L. | На трав'янистих і заболочених берегах річок, вологих луках, серед чагарників — на всій території б. м. звичайний, в Карпатах тільки біля підніжжя гір; в Степу та гірському Криму переважно в долинах річок і струмків                                  | [ 8 ]              | …                    |            |
| 27 | Зніт гірський Epilobium montanum L. | У сирих і тінистих місцях в лісах, гаях, серед чагарників — в лісових районах і Лісостепу (в Карпатах — до крайньої межі лісу, в Криму — до яйл і ПБК включно) переважно; в Степу рідше (Луганська обл., м. Кремінна; Харківська обл. околиці м. Ізюма) | …                  | …                    |            |
| 28 | Зніт дрібноцвітий Epilobium parviflorum Schreb. | У вологих і болотистих місцях на берегах річок, струмків, ставків і канав — переважно в лісових районах Лісостепу (в лісах Карпат і Криму — тільки у знижених місцях); у Степу та південному Криму рідше                                                | …                  | …                    |            |